# تپه چگینی
تپه چگینی مربوط به دوره اشکانیان است و در شهرستان کرمانشاه، بخش کوزران، دهستان سنجابی، ضلع شرقی روستای چگینی واقع شده و این اثر در تاریخ ۲۶ اسفند ۱۳۸۶ با شمارهٔ ثبت ۲۱۷۸۳ به‌عنوان یکی از آثار ملی ایران به ثبت رسیده است.